# Trosteaneț, Kostopil
Trosteaneț (în ucraineană Тростянець) este un sat în comuna Zolotolîn din raionul Kostopil, regiunea Rivne, Ucraina.

## Demografie
Componența lingvistică a localității Trosteaneț
     Ucraineană (99,62%)
     Alte limbi (0,38%)
Conform recensământului din 2001, majoritatea populației localității Trosteaneț era vorbitoare de ucraineană (99,62%), existând în minoritate și vorbitori de alte limbi.